# Kloster Denkendorf

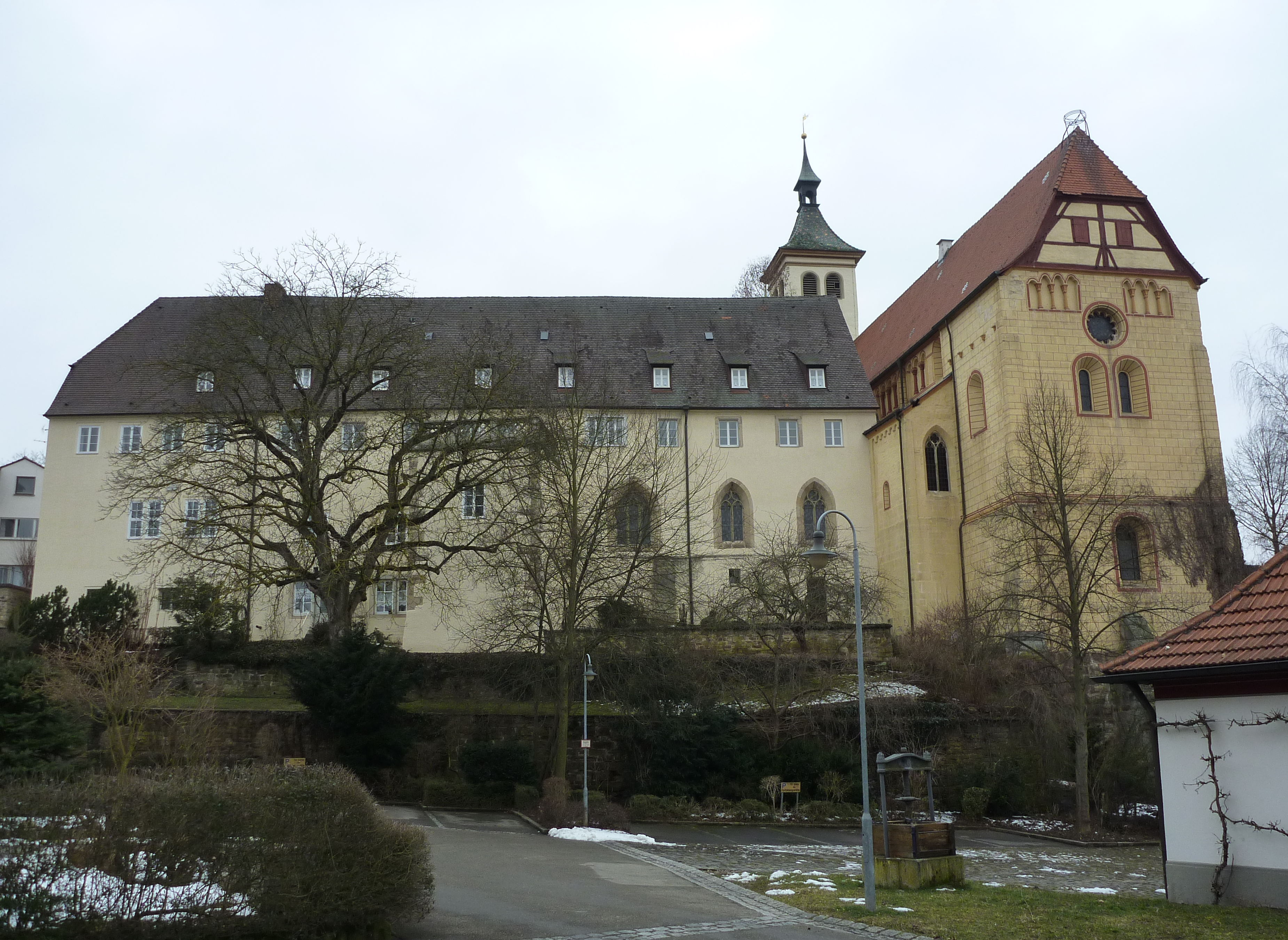
Kloster Denkendorf (Südostansicht)

Das Kloster Denkendorf war ein dem heiligen Pelagius geweihtes Stift des Ordens der Chorherren vom Heiligen Grab in Denkendorf (Landkreis Esslingen).

## Geschichte

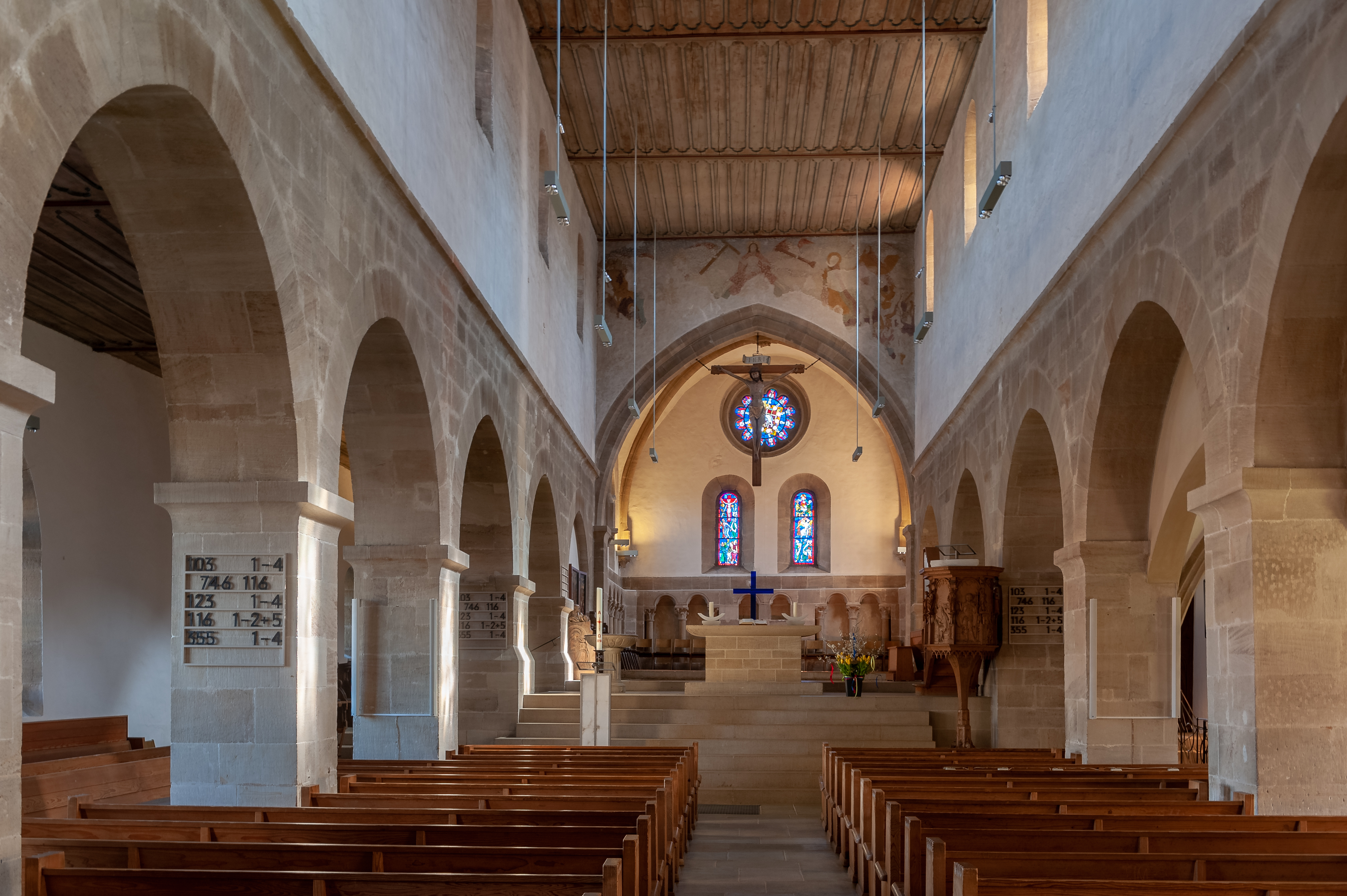
Kircheninneres

Das Kloster Denkendorf geht zurück auf ein Stift der Chorherren vom Heiligen Grab. Dieses wurde von einem urkundlich bezeugten Bertholdus nach 1128 mit der Pelagiuskirche gestiftet. Am 22. April 1142 übertrug dieser Stifter den Chorherren das Gut nach seinem Tod endgültig. Um 1130 stellte Papst Honorius II. die Propstei unter päpstlichen Schutz und sicherte ihr die freie Wahl des Propstes zu. König Konrad III. gewährte dem Stift 1139 das Recht, einen eigenen Vogt zu wählen und stellte es unter den Schutz des Königs. Dieser Schutz wurde von weiteren Herrschern bestätigt, so 1181 durch Friedrich I., 1226 und 1228 durch Friedrich II., 1291 durch Rudolf I. und 1299 durch Albrecht.
Im Jahr 1252 verpfändete Wilhelm von Holland die Schirmherrschaft über Denkendorf an Graf Ulrich I. von Württemberg. In der Folge versuchten die Grafen von Württemberg, die Propstei zu einem Teil ihres Herrschaftsgebiets zu machen. Das Stift wehrte sich und versuchte, seine reichsunmittelbaren Privilegien wiederholt zu erneuern.
Im Jahr 1377 wurde das Stift im Krieg zwischen Württemberg und dem Schwäbischen Städtebund niedergebrannt. Dabei spielte besonders der Zwist zwischen dem Stift und der nahegelegenen Reichsstadt Esslingen am Neckar eine Rolle, da der Propst des Stifts, bevollmächtigt durch den Papst, ein Interdikt gegen die Esslinger Stadtkirche und Esslinger Geistliche verhängt hatte. Einige Jahre später glättete das Stift seine Beziehungen zu Esslingen und trat in das Esslinger Bürgerrecht ein. Für etwa 40 Jahre war das Stift danach eng an Esslingen gebunden. Diese Beziehung endete im Jahr 1424, als Denkendorf unter die Schirmherrschaft Württembergs kam.
Die Zeit der Chorherren vom Heiligen Grabe endete 1535, als Ambrosius Blarer im Auftrag des Herzogs Ulrich von Württemberg die Reformation einführte. Die (nun evangelische) Propstei mit den ihr unterstellten Pfarreien und weltlichen Gütern blieb weiterhin bestehen. Von 1599 bis 1804 war der Propst von Denkendorf zusammen mit den Äbten von Adelberg, Bebenhausen und Maulbronn einer der vier Generalsuperintendenten bzw. Prälaten der Württembergischen Landeskirche. Viele der Pröpste waren gleichzeitig Hofprediger in Stuttgart und hielten sich nur zeitweise in Denkendorf auf, wo ein ständiger Verwalter eingesetzt war. Im Jahr 1553 wurde in den Gebäuden des Stifts eine evangelische Klosterschule eröffnet, die bis 1584 bestand. Im Jahr 1713 wurde eine solche Klosterschule erneut eingerichtet, welche unter dem Pietisten Johann Albrecht Bengel großes Ansehen gewann. Diese zweite Schule bestand bis 1810. Ein besonders namhafter Schüler war Friedrich Hölderlin. Zu den Lehrern zählte Johann Georg Hutten.
Nach Auflösung der Schule war das Kloster in Privatbesitz und diente unter anderem als Senfmanufaktur. Im Jahr 1907 wurde es erneut vom Land Württemberg gekauft und war bis 1920 Sitz einer Ausbildungsanstalt für Lehrer. Von 1921 bis 1934 beherbergte es ein Volkshochschulheim für Mädchen. Ab 1934 war es ein sogenanntes Frauenschullager sowie ein Kindergarten der NSDAP. Nach Ende des Zweiten Weltkriegs war das Kloster bis 1949 Auffangstätte für Vertriebene, und 1950 wurde hier ein Evangelisches Diakonieseminar eingerichtet. Im Jahr 1972 wurde es schließlich zu einer Fortbildungsstätte der Evangelischen Kirche.
Von 1207 bis zum Verkauf im Jahre 1585 war das Heilig-Grab-Kloster Speyer ein Filialkonvent von Denkendorf.

## Materielles Erbe
Erhalten ist ein als Patriarchenkreuz gestaltete Reliquiar, bestehend aus einem Holzkern, der mit vergoldetem Silberblech überzogen ist. Der Jerusalempilger und vermutliche Klosterstifter Bertold II. von Hohenberg, Graf von Lindenfels, übergab es nach 1120 an das Chorherrenstift Denkendorf, wo es wegen der eingelegten Reliquien vom Kreuz und vom Grab Christi hohe Verehrung erfuhr. Nach der Auflösung des Denkendorfer Stifts gelangte das Kreuz 1598 in den Besitz Herzog Friedrichs I. (reg. 1593–1608). In der Kunstkammer, wo das Kreuz erst im 18. Jahrhundert nachweisbar ist, wurden nicht seine Herkunft aus dem Heiligen Land und sein Reliquieninhalt verzeichnet. Vielmehr waren die besondere Form des Doppelkreuzes und die Ausführung in Edelmetall mit Edelsteinbesatz Gegenstand der Wahrnehmung. Heute befindet sie sich im Landesmuseum Württemberg in Stuttgart (Inv. Nr. KK grün 131).

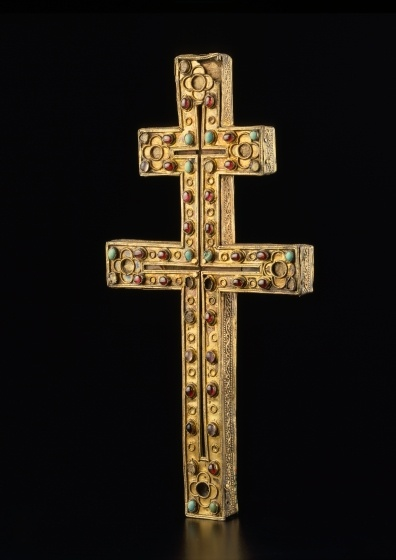
Doppelkreuzreliquiar gefasst, Vorderseite (heute: Württembergisches Landesmuseum)
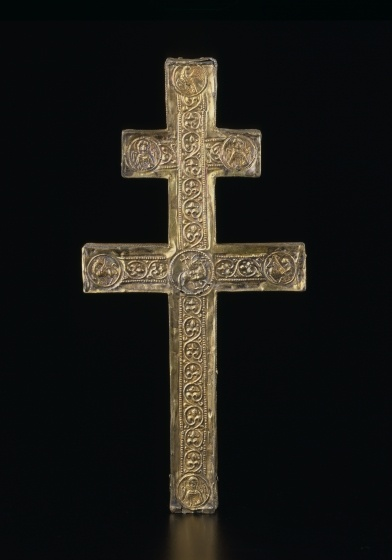
Doppelkreuzreliquiar Rückseite

Ebenfalls in den Sammlungen in Stuttgart wird eine Pluvialschließe (um 1470, Oberrhein) aufbewahrt, die nach der Auflösung des Stifts und der Konfiskation kirchlicher Schätze 1598 aus dem Chorherrenstift Denkendorf in den Besitz Herzog Friedrichs I. gelangte; ab 1686 wurde sie in der herzoglichen Kunstkammer ausgestellt.

## Gedenkstätten

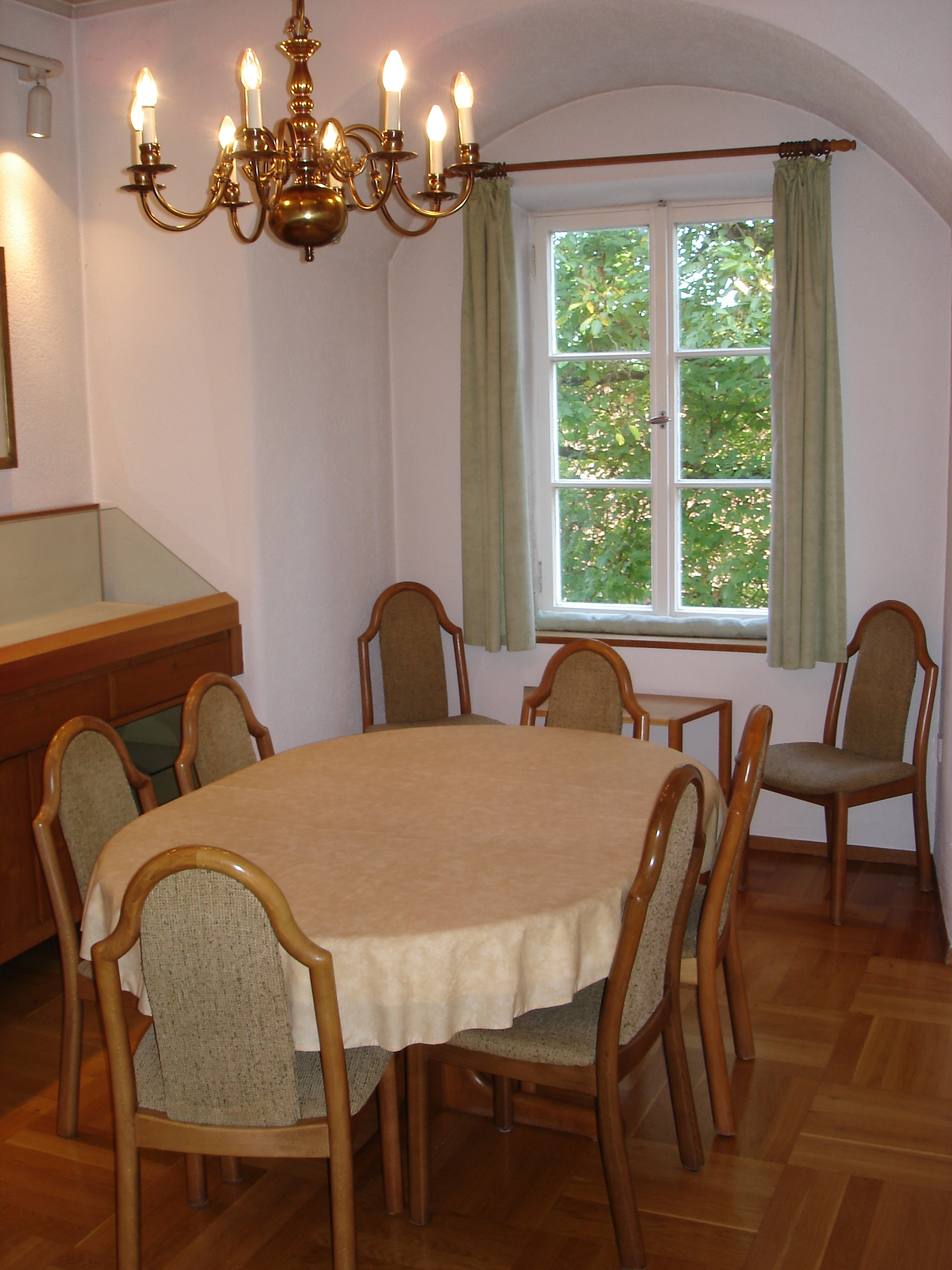
„Bengelstüble“ in der ehemaligen Amtsstube

An den früheren Präzeptor, den Theologen und Schriftsteller Johann Albrecht Bengel, erinnert im Klostergebäude eine kleine literarische Gedenkstätte, das sogenannte Bengelstüble. Gezeigt werden Ausgaben von Bengels Werken, Porträtbilder und verschiedene persönliche Dokumente. Seit Aufgabe der Landeskirchlichen Fortbildungsstätte stehen die Vitrinen leer.
Im Kloster wurde der Kunstschriftsteller Fritz Alexander Kauffmann geboren. Seinem Vater gehörte die Firma Kauffmann, die den Denkendorfer Klostersenf herstellte. Sein Bildungsroman Leonhard – Chronik einer Kindheit (1947) erzählt von seiner Kindheit im Kloster Denkendorf.
2015 wurde auf dem Platz vor dem Westportal eine Stauferstele errichtet. Sie erinnert u. a. daran, dass König Konrad III. und Kaiser Friedrich I. Barbarossa das Kloster 1139 bzw. 1181 unter ihren Schutz nahmen.

## Jüngste Bauvorhaben
Im Oktober 2013 wurde bekannt, dass die Klostergebäude für eine Einrichtung der Altenpflege genutzt werden sollten. Trotz Kritik aus der örtlichen Bevölkerung und Kirchengemeinde bezüglich der Machbarkeit und Wirtschaftlichkeit des Projekts wurde im November 2014 die Auslobung eines Neubaus anberaumt. Im Februar 2015 entschied eine Jury über die Architekturvorschläge; den ersten Preis erhielt ein Architekturbüro aus Stuttgart. Als Betreiber konnten „Die Zieglerschen e. V.“ gewonnen werden, die als Einrichtung der Diakonie bereits das Seniorenzentrum „Martin-Luther-Heim“ in Denkendorf führen. Ursprünglich waren aus wirtschaftlichen Gründen 60 Pflegezimmer geplant. Aus städtebaulichen und denkmalpflegerischen Gründen wurde das Raumprogramm auf 45 Zimmer reduziert. Insgesamt soll für das Bauvorhaben ein Kostenrahmen von 6,5 Millionen Euro zur Verfügung stehen. Die Finanzierung für den Bau des Pflegeheims soll mit Krediten über eine GmbH abgewickelt werden, die 100%ige Tochter der evangelischen Landeskirche ist. Im Juni 2015 meldeten sich Denkendorfer Bürger mit Kritik und 20 Fragen an die Synode der Evangelischen Landeskirche in Württemberg zu Wort, die sich zu großen Teilen auf die Umbaumaßnahmen des Klosters bezogen. Im September 2015 gab die Evangelische Landeskirche bekannt, dass Teile des Klosters vorübergehend für die Unterbringung von Flüchtlingen zur Verfügung gestellt werden.

## Bilder

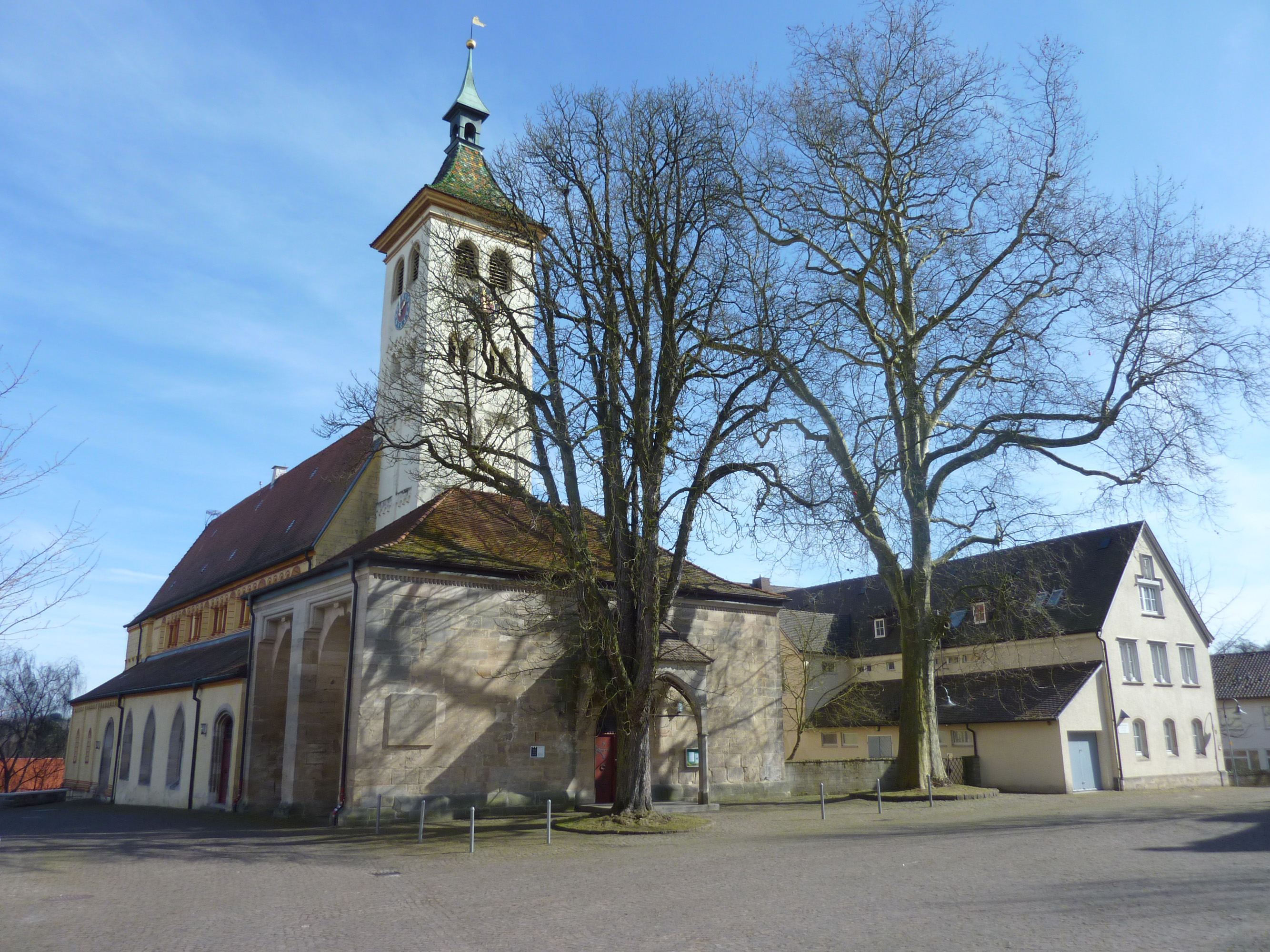
Kloster Denkendorf (Nordwestansicht)
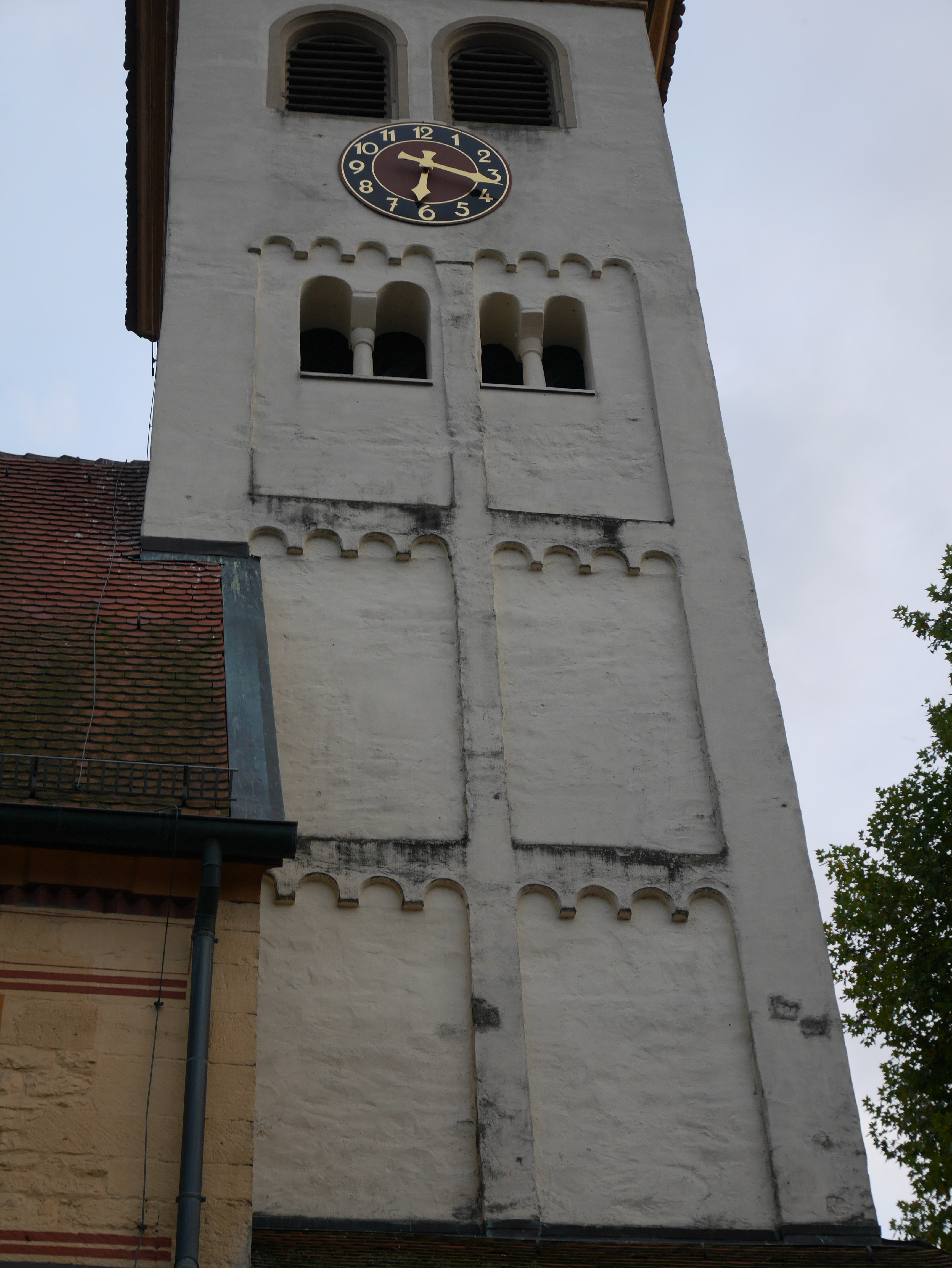
Westturm der älteren Pelagiuskirche (um 1050) mit Schallarkaden
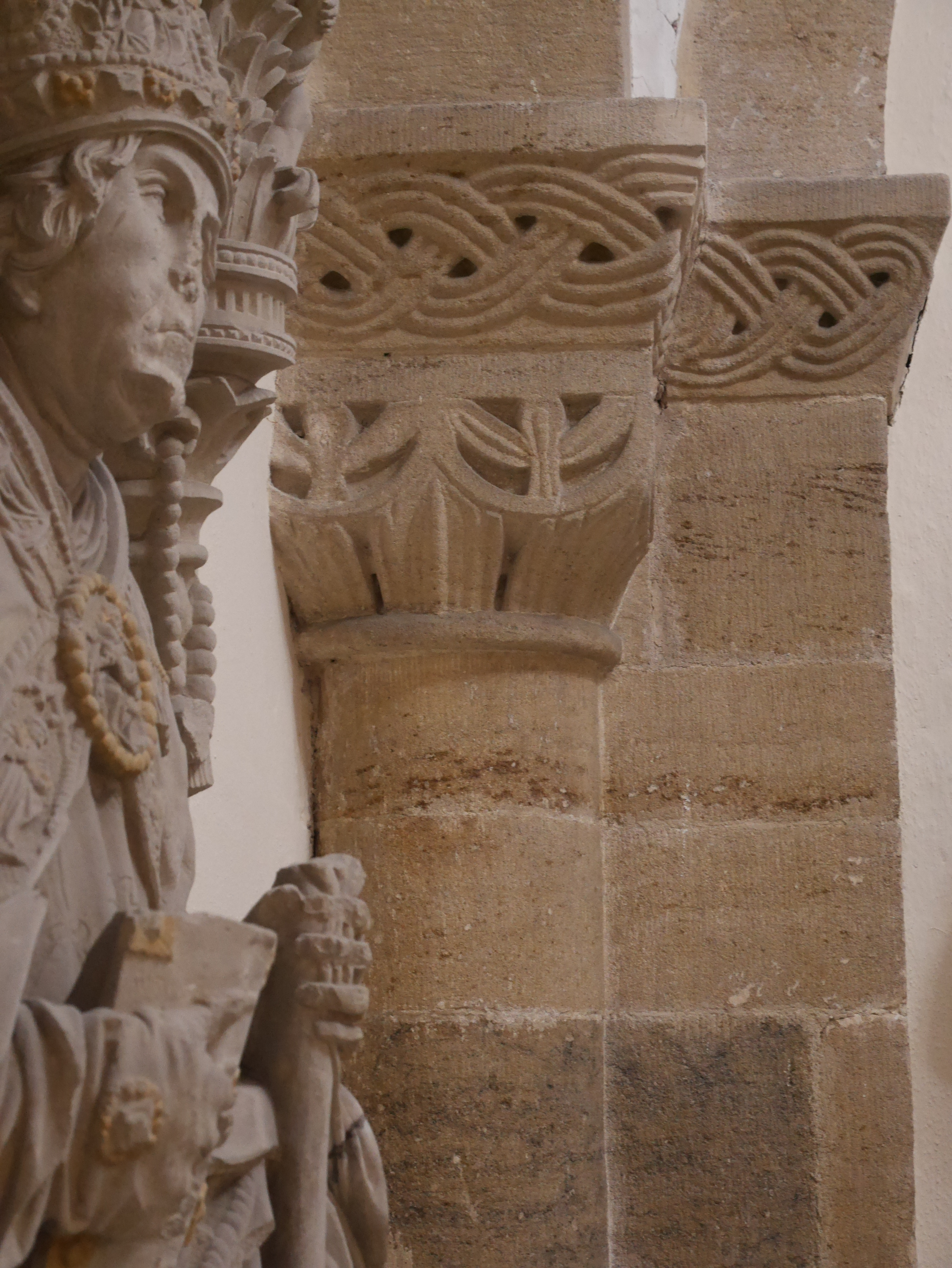
Grabmal mit Kapitellen Vorhalle Westwand
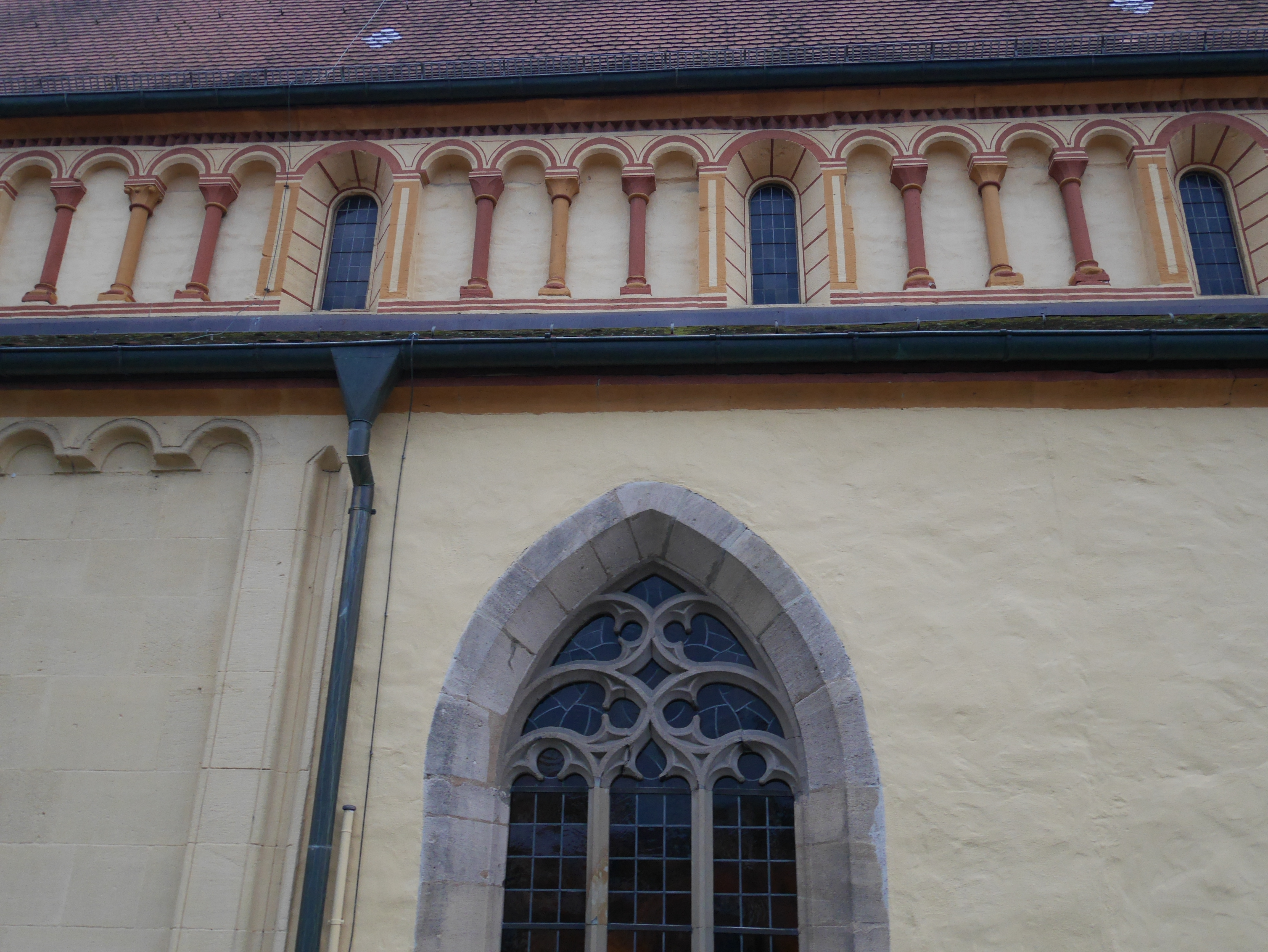
Obergaden farblich rekonstruiert 1977
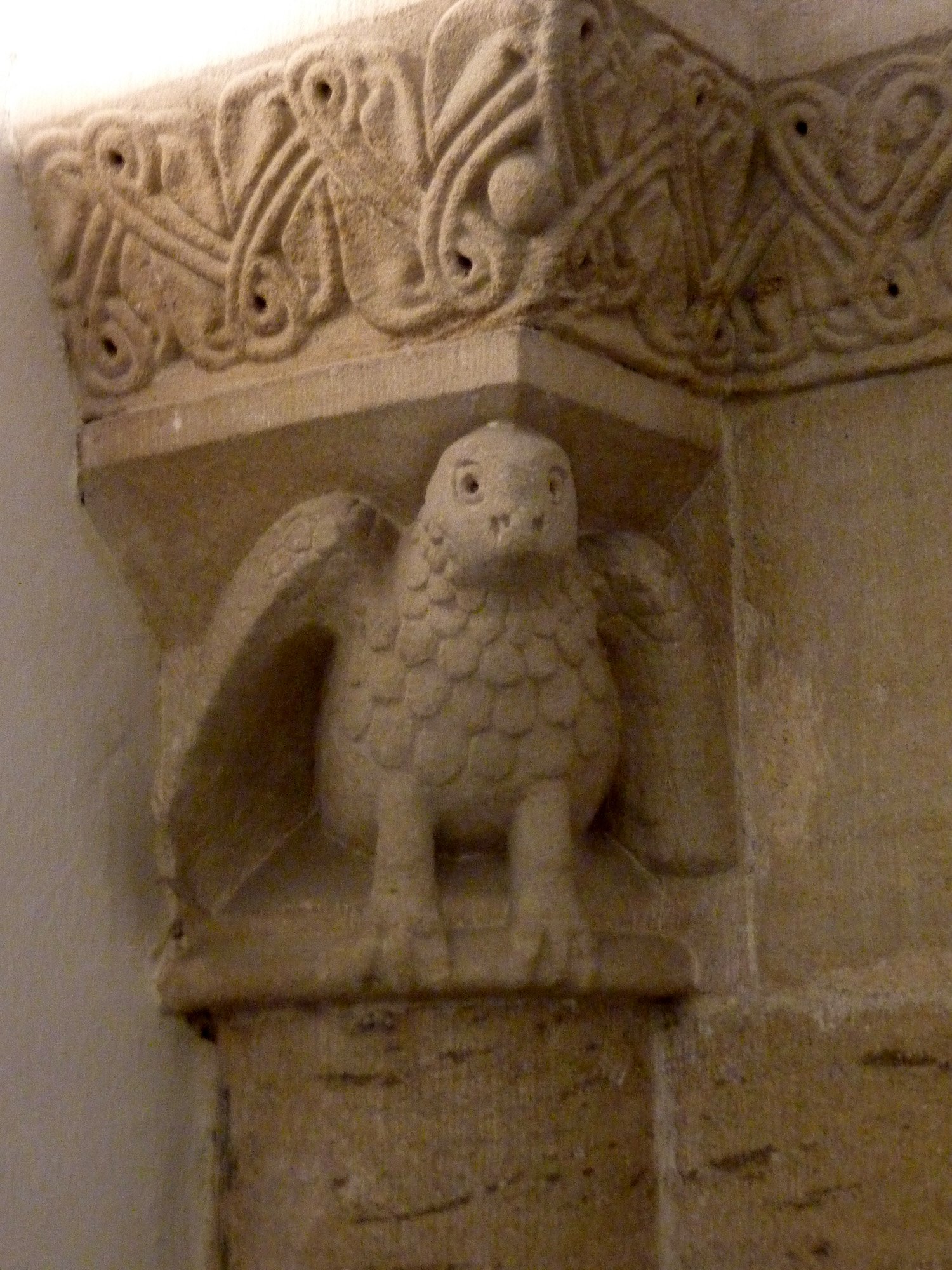
Kapitell in der Eingangshalle
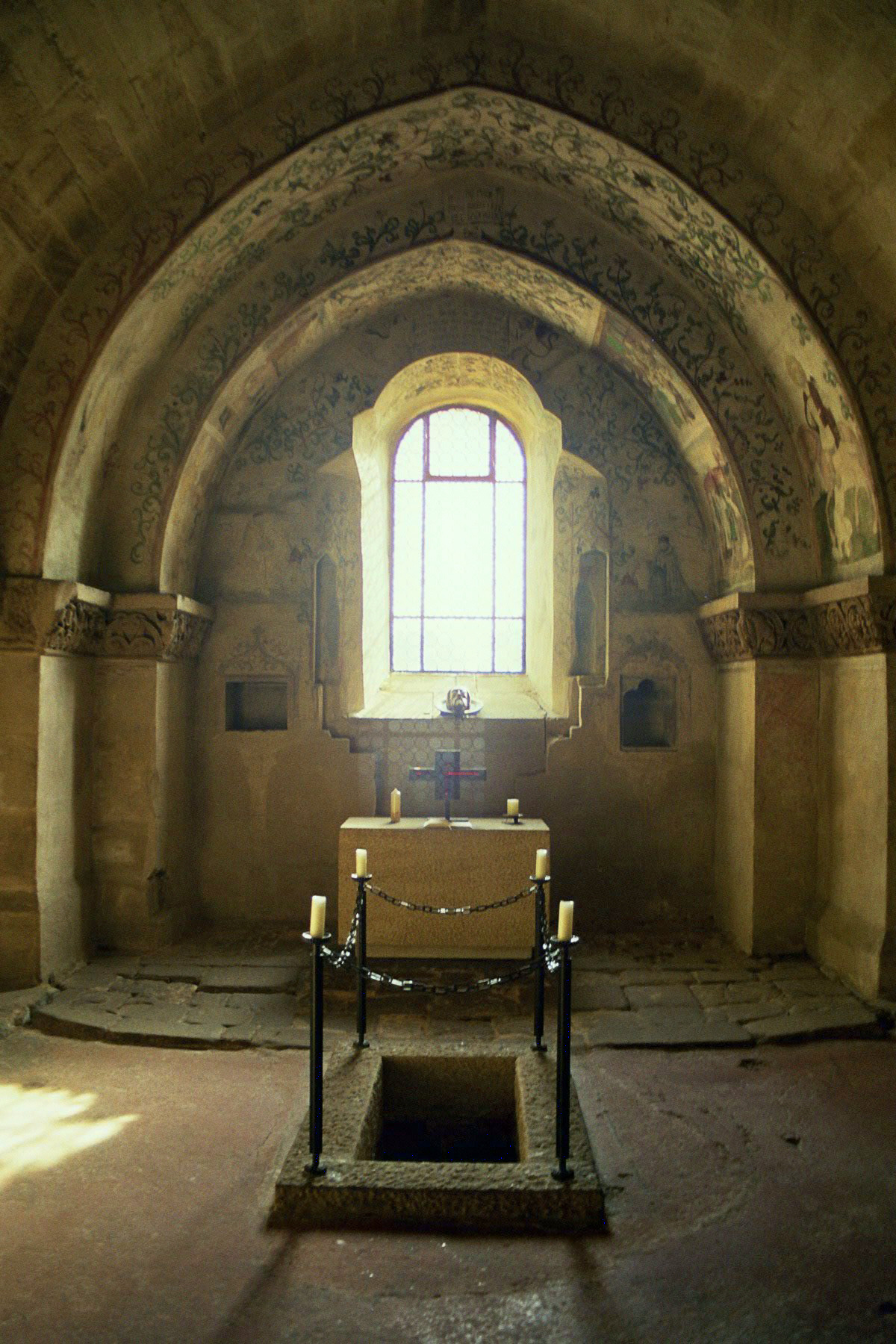
Krypta im Kloster Denkendorf
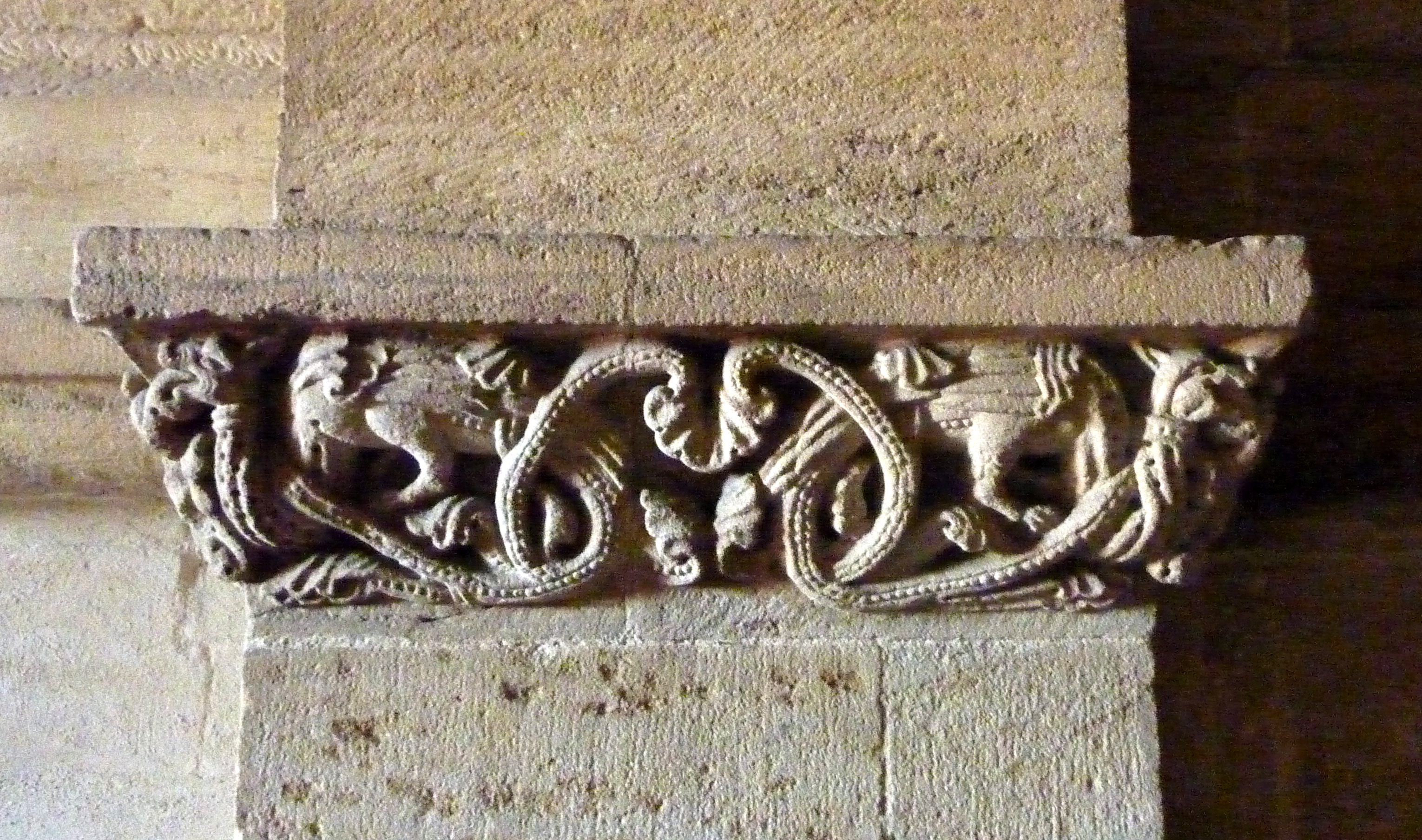
Kapitell in der Krypta
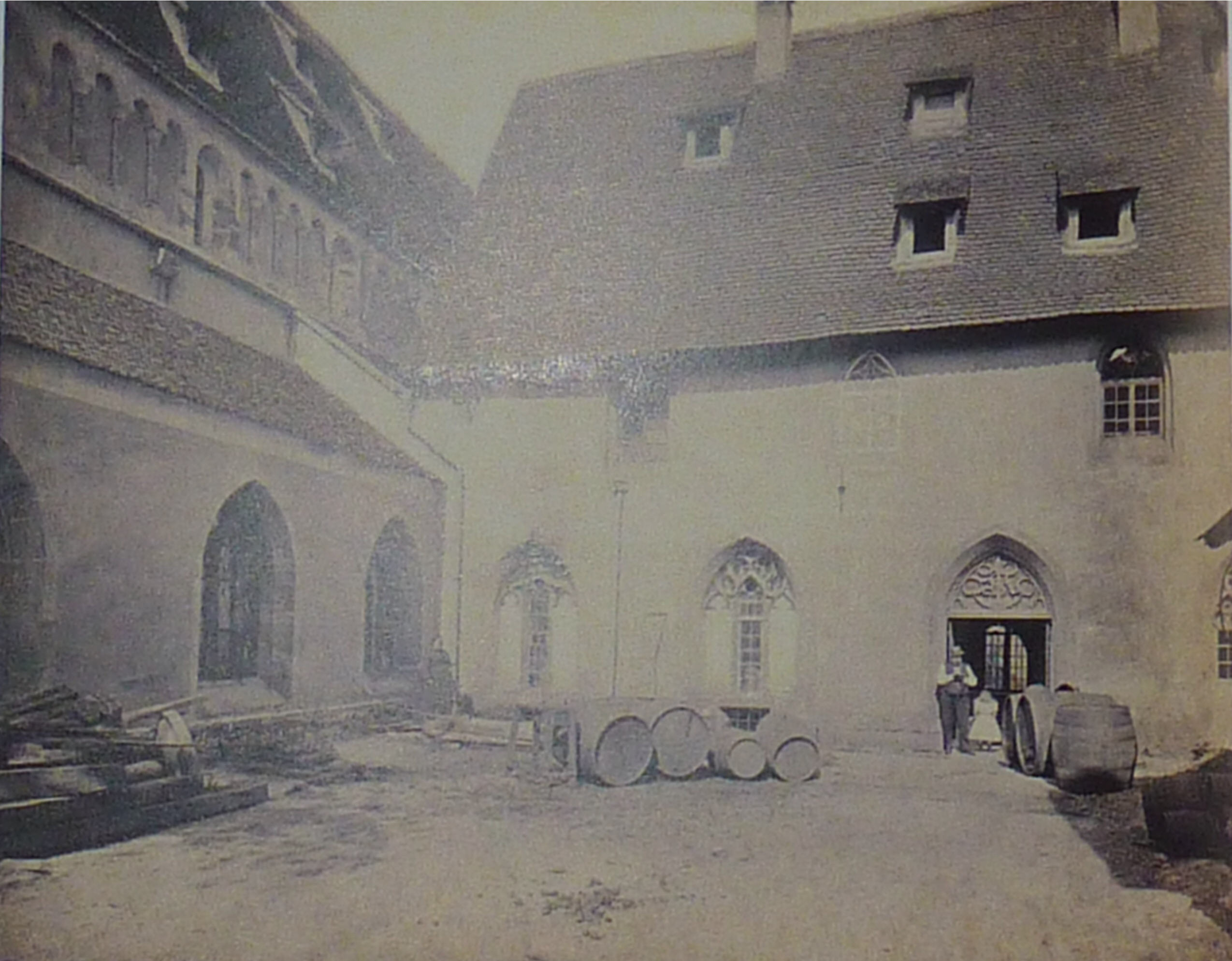
Kloster Denkendorf im 19. Jahrhundert
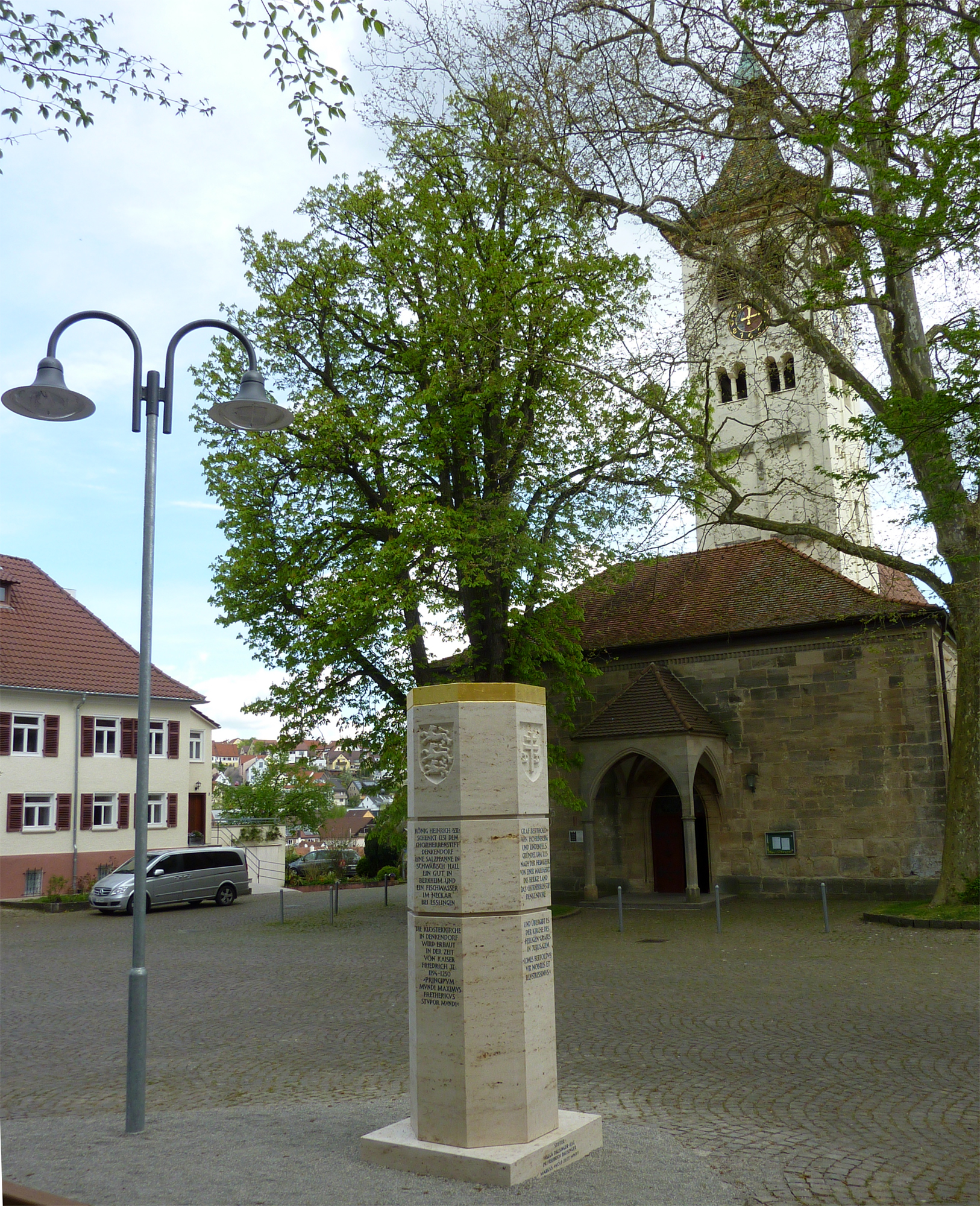
Stauferstele von Markus Wolf (2015)